# 龙潭街道 (关岭县)
龙潭街道，是中华人民共和国贵州省安顺市关岭布依族苗族自治县下辖的一个街道办事处。
2015年9月29日，贵州省人民政府批复同意关岭自治县部分乡镇行政区划调整，新设置的龙潭街道辖原关索街道振兴社区、新龙潭村、西龙村、落叶新村、北口村、许土村、板王村、民族村、岭岗村、云头村地域，街道办事处驻龙潭村。

## 行政区划
龙潭街道下辖以下地区：
振兴社区、云头村、落叶村、龙潭村、民族村、岭岗村、许土村、板王村和北口村。